# Cuib (okręg Prahova)
Cuib – wieś w Rumunii, w okręgu Prahova, w gminie Gornet. W 2011 roku liczyła 276 mieszkańców.